# Kory Kocur
Kory Kocur, né le 6 mars 1969 à Kelvington au Canada, est un joueur professionnel de hockey sur glace.

## Biographie
Choisi au repêchage d'entrée dans la LNH 1988 en 17e position par les Red Wings de Détroit alors qu'il est membre des Blades de Saskatoon dans la Western Hockey League il ne joue pourtant jamais en Ligue nationale de hockey. Il évolue dans les ligues mineures : dans la Ligue américaine de hockey avec Red Wings de l'Adirondack et dans la Ligue internationale de hockey avec les Komets de Fort Wayne.

## Statistiques
| Saison    | Équipe                    | Ligue |    | Saison régulière | Saison régulière | Saison régulière | Saison régulière | Saison régulière |    | Séries éliminatoires | Séries éliminatoires | Séries éliminatoires | Séries éliminatoires | Séries éliminatoires |
| Saison    | Équipe                    | Ligue | PJ | B                | A                | Pts              | Pun              | PJ               | B  | A                    | Pts                  | Pun                  |                      |                      |
| 1986-1987 | Blades de Saskatoon       | WHL   | 62 | 13               | 17               | 30               | 98               | 4                | 0  | 0                    | 0                    | 7                    |                      |                      |
| 1987-1988 | Blades de Saskatoon       | WHL   | 69 | 34               | 37               | 71               | 95               | 10               | 5  | 4                    | 9                    | 18                   |                      |                      |
| 1988-1989 | Blades de Saskatoon       | WHL   | 66 | 45               | 57               | 102              | 111              | 8                | 7  | 11                   | 18                   | 15                   |                      |                      |
| 1989-1990 | Red Wings de l'Adirondack | LAH   | 79 | 18               | 37               | 55               | 36               | 6                | 1  | 2                    | 3                    | 2                    |                      |                      |
| 1990-1991 | Red Wings de l'Adirondack | LAH   | 65 | 8                | 13               | 21               | 83               | 2                | 0  | 0                    | 0                    | 12                   |                      |                      |
| 1991-1992 | Komets de Fort Wayne      | LIH   | 69 | 25               | 40               | 65               | 68               | 7                | 3  | 3                    | 6                    | 49                   |                      |                      |
| 1992-1993 | Komets de Fort Wayne      | LIH   | 66 | 21               | 36               | 57               | 77               | 4                | 1  | 1                    | 2                    | 6                    |                      |                      |
| 1992-1993 | Red Wings de l'Adirondack | LAH   | 2  | 0                | 0                | 0                | 0                | --               | -- | --                   | --                   | --                   |                      |                      |